# Château de Leap
 (février 2013).
Si vous disposez d'ouvrages ou d'articles de référence ou si vous connaissez des sites web de qualité traitant du thème abordé ici, merci de compléter l'article en donnant les références utiles à sa vérifiabilité et en les liant à la section « Notes et références ».
Le château de Leap (Leap Castle) est un château dans le comté d'Offaly, en Irlande, à environ 6,5 km (quatre miles) au nord de la ville de Roscrea sur la R421.

## Histoire
Il existe plusieurs propositions pour la date de construction de la tour de garde principale, allant du XIIIe siècle à la fin du XVe siècle, mais plus vraisemblablement vers 1250.
À la fin du XVe siècle, la famille O'Bannon effectue des travaux à l'endroit qui s'appelait à l'origine Leim Uí Bhanáin, ou « Leap des O'Bannon ». Les O'Bannon étaient les « chefs secondaires » du territoire, soumis à l'autorité du clan O'Carroll.
Les Annales des quatre maîtres indiquent que le comte de Kildare, Gerald FitzGerald, tenta en vain de s'emparer du château en 1513. Trois ans plus tard, il l'attaqua de nouveau et réussit à le démolir partiellement. Cependant, en 1557, les O'Carroll en avaient repris possession.
Après la mort de Mulrooney O'Carroll en 1532, des conflits familiaux déchirèrent le clan O'Carroll. Une rivalité féroce pour le leadership éclata au sein de la famille. La lutte acharnée pour le pouvoir dressait frère contre frère. L'un des frères était un prêtre. Le prêtre O'Carroll disait la messe pour un groupe de sa famille (dans ce qui est maintenant appelé la « Chapelle sanglante »). Alors qu'il chantait les rites sacrés, son frère rival fit irruption dans la chapelle et de son épée le blessa mortellement. Le prêtre égorgé tomba sur l'autel et mourut devant sa famille.
En 1659, le château passa par mariage dans la propriété de la famille Darby, comptant parmi ses membres éminents le vice-amiral George Darby, l'amiral Sir Henry D'Esterre Darby et John Nelson Darby. Le donjon central a ensuite été agrandi avec des extensions importantes. Toutefois, afin d'en payer les travaux, les loyers des fermiers ont été augmentés et une grande partie des terres qui entouraient le château ont été vendues. C'est probablement ce qui explique que le château a été incendié pendant la Guerre civile irlandaise en 1922.
Depuis 1991, le château est la propriété privée du musicien Seán Ryan qui a entrepris des travaux de restauration.

## Littérature
Ce château est présenté sur la couverture de plusieurs éditions du roman The Riders (Les Cavaliers) de l'auteur australien Tim Winton.